# 小花尖叶木
小花尖叶木（学名：Urophyllum parviflorum）为茜草科尖叶木属下的一个种。